# 岡田翔平
岡田 翔平（おかだ しょうへい、1989年4月29日 - ）は、神奈川県出身のプロサッカー選手。ポジションはフォワード。

## 来歴
10歳の時にサッカーを始め、長島裕明に勧誘されたことをきっかけにFC東京の下部組織に入団。
同期には大竹洋平、椋原健太、廣永遼太郎、井澤惇、丸山祐市、田中奏一、宮阪政樹、田端信成、加藤淳也などがいた。2007年のJユースサハラカップの決勝戦では自身の2得点でチームを優勝に導いた。
2008年、鹿屋体育大学に進学するとサッカー部監督の井上尚武から「得点に貪欲で攻守の切り替えもうまい」と評価を受けて 重用され、九州大学リーグで得点を量産。2009年には得点ランキング3位に入り、翌2010年には22得点を挙げ得点王となった。2011年は鳥栖と併行（後述）しながらも、チームの得点源としてリーグ優勝に貢献。最優秀選手に選出された。九州大学リーグ通算得点５０得点は歴代最多。
2011年、特別指定選手としてサガン鳥栖に登録。鳥栖の牛島真諭スカウトからは「駆け引きができ、がむしゃらにゴールをめざすFW」 と評価され、第8節横浜FC戦で初出場。2012年より正式に鳥栖へ加入。Jリーグヤマザキナビスコカップ・グループリーグ第1節の川崎戦で先制点を挙げ、鳥栖のJ1クラブとしての公式戦初勝利に貢献。
鳥栖ではサイドハーフでの起用が続いており、このポジションでは特徴を発揮できないと悩んでいたところ、湘南ベルマーレのチョウ・キジェ監督から「やりたい場所、そこじゃないだろ」と声を掛けられ、2014年に同クラブへ期限付き移籍。湘南ではシャドーストライカーとしてポジション争いに臨み、得点量産に成功した。
2015年2ndステージから鳥栖に復帰。2016年は2トップの採用によってFWでの出場機会を掴み開幕節アビスパ福岡とのダービーマッチではJ1における1年9ヶ月ぶりの得点を挙げた。
2017年、ザスパクサツ群馬に完全移籍。
2020年12月22日、契約満了による退団が発表された。
2021年1月22日、南葛SCへの加入が発表された。
2024年2月3日、神奈川県社会人サッカーリーグ1部に所属しているYOKOHAMA FIFTY CLUBへの移籍が発表された
2025年2月16日、退団を発表

## 所属クラブ
ユース経歴
- 1999年 - 2001年 国本小SC[3] (国本小学校)[2]
- 2002年 - 2004年 FC東京U-15 (多摩大学附属聖ヶ丘中学校 / 川崎市立白鳥中学校)
- 2005年 - 2007年 FC東京U-18 (神奈川県立麻生総合高等学校[4])
- 2008年 - 2011年 鹿屋体育大学
  - 2011年  サガン鳥栖 (特別指定選手)

プロ経歴
- 2012年 - 2016年  サガン鳥栖
  - 2014年 - 2015年8月  湘南ベルマーレ (期限付き移籍)
- 2017年 - 2020年  ザスパクサツ群馬
- 2021年 - 2023年  南葛SC
- 2024年 -   FIFTY CLUB

## 個人成績
| 国内大会個人成績 | 国内大会個人成績 | 国内大会個人成績 | 国内大会個人成績 | 国内大会個人成績 | 国内大会個人成績 | 国内大会個人成績 | 国内大会個人成績 | 国内大会個人成績 | 国内大会個人成績 | 国内大会個人成績 | 国内大会個人成績 |
| 年度             | クラブ           | 背番号           | リーグ           | リーグ戦         | リーグ戦         | リーグ杯         | リーグ杯         | オープン杯       | オープン杯       | 期間通算         | 期間通算         |
| 年度             | クラブ           | 背番号           | リーグ           | 出場             | 得点             | 出場             | 得点             | 出場             | 得点             | 出場             | 得点             |
| 日本             | 日本             | 日本             | 日本             | リーグ戦         | リーグ戦         | リーグ杯         | リーグ杯         | 天皇杯           | 天皇杯           | 期間通算         | 期間通算         |
| ---------------- | ---------------- | ---------------- | ---------------- | ---------------- | ---------------- | ---------------- | ---------------- | ---------------- | ---------------- | ---------------- | ---------------- |
| 2009             | 鹿屋体大         | 8                | -                | -                | -                | -                | -                | 3                | 0                | 3                | 0                |
| 2010             | 鹿屋体大         | 9                | -                | -                | -                | -                | -                | 2                | 0                | 2                | 0                |
| 2011             | 鳥栖             | 26               | J2               | 12               | 0                | -                | -                | -                | -                | 12               | 0                |
| 2012             | 鳥栖             | 19               | J1               | 19               | 0                | 3                | 1                | 0                | 0                | 22               | 1                |
| 2013             | 鳥栖             | 19               | J1               | 12               | 1                | 2                | 0                | 2                | 2                | 16               | 3                |
| 2014             | 湘南             | 22               | J2               | 35               | 14               | -                | -                | 2                | 0                | 37               | 14               |
| 2015             | 湘南             | 22               | J1               | 3                | 0                | 0                | 0                | -                | -                | 3                | 0                |
| 2015             | 鳥栖             | 39               | J1               | 3                | 0                | -                | -                | 1                | 0                | 4                | 0                |
| 2016             | 鳥栖             | 39               | J1               | 13               | 1                | 3                | 0                | 1                | 1                | 17               | 2                |
| 2017             | 群馬             | 15               | J2               | 31               | 4                | -                | -                | 1                | 0                | 32               | 4                |
| 2018             | 群馬             | 9                | J3               | 13               | 3                | -                | -                | 1                | 1                | 14               | 4                |
| 2019             | 群馬             | 9                | J3               | 18               | 5                | -                | -                | 1                | 0                | 19               | 5                |
| 2020             | 群馬             | 9                | J2               | 2                | 0                | -                | -                | -                | -                | 2                | 0                |
| 2021             | 南葛             | 9                | 関東2部          | 18               | 5                | -                | -                | -                | -                | 18               | 5                |
| 2022             | 南葛             | 9                | 関東1部          | 6                | 2                | -                | -                | -                | -                | 6                | 2                |
| 2023             | 南葛             | 9                | 関東1部          |                  |                  | -                | -                |                  |                  |                  |                  |
| 通算             | 日本             | 日本             | J1               | 50               | 2                | 8                | 1                | 4                | 3                | 62               | 6                |
| 通算             | 日本             | 日本             | J2               | 80               | 18               | -                | -                | 3                | 0                | 83               | 18               |
| 通算             | 日本             | 日本             | J3               | 31               | 8                | -                | -                | 2                | 1                | 33               | 9                |
| 通算             | 日本             | 日本             | 関東1部          | 6                | 2                | -                | -                | -                | -                | 6                | 2                |
| 通算             | 日本             | 日本             | 関東2部          | 18               | 5                | -                | -                | -                | -                | 18               | 5                |
| 通算             | 日本             | 日本             | 他               | -                | -                | -                | -                | 5                | 0                | 5                | 0                |
| 総通算           | 総通算           | 総通算           | 総通算           | 185              | 35               | 8                | 1                | 14               | 4                | 207              | 40               |

- 2011年は特別指定選手
- J2リーグ初出場 - 2011年4月23日 J2第8節 vs 横浜FC (ニッパ球)
- J1リーグ初出場 - 2012年3月10日 J1第1節 vs セレッソ大阪 (ベストアメニティスタジアム)
- 公式戦初得点[注 3] - 2012年3月20日 Jリーグヤマザキナビスコカップ グループリーグ第1節 vs 川崎フロンターレ (ベストアメニティスタジアム)
- J1リーグ初得点 - 2013年5月18日 J1第12節 vs 浦和レッドダイヤモンズ (埼玉スタジアム2002)
- J2リーグ初得点 - 2014年4月20日 J2第8節 vs 大分トリニータ (Shonan BMW スタジアム平塚)

## タイトル

### クラブ
- 日本クラブユースサッカー選手権 (U-15)大会 (2003年)
- Jリーグユース選手権大会 (2007年)
- KSLカップ (国民体育大会成年男子予選会) (2009年、2011年)
- 国民体育大会サッカー競技成年男子 (2011年)
- 鹿児島県サッカー選手権大会 (天皇杯鹿児島県代表決定戦) (2009年、2010年)
- 九州大学サッカーリーグ (2011年)
- Jリーグ ディビジョン2 (2014年)

### 個人
- デンソーチャレンジカップ 優秀選手 (2010年[25])
- 九州大学サッカーリーグ
  - ファイティングスピリッツ賞 (2009年[26])
  - 得点王 (2010年[7])
  - 最優秀選手賞 (2011年)

## 選抜歴
- 2009年 九州大学選抜
- 2010年 全日本大学選抜
- 2010年 九州大学選抜